# ルネ・アルコス
ルネ・アルコス（フランス語:René Arcos、1880年9月16日 - 1959年7月16日）は、フランスクリシー出身の詩人、作家。
1906年にフランスの詩人、作家のジョルジュ・デュアメル、シャルル・ヴィルドラック、ジュール・ロマンと共にアベイ派を創立したとして名高い。

## 生涯
1880年9月16日、フランスのクリシーに生まれる。
1903年に処女作である詩集『本質的な塊（L'Ame essentielle）』を著す。
1906年にはデュアメルと出会い、デュアメル、ヴィルドラック、ロマンと共にクレテイユに僧院を創設した。僧院でデュアメルらと共同生活を送り、アベイ派となった。
第一次世界大戦後、1922年頃に作家のロマン・ロランと共に雑誌『ウーロップ』を創刊し、1940年の休刊まで主幹となった。
1959年7月16日、ヌイイ＝シュル＝セーヌにて亡くなる。

## 作品
邦題は下記の参考文献に記載があったものとする。
- 1903年、『本質的な塊（L'Ame essentielle）』
- 1906年、『空間の悲劇（La Tragédie des espaces）』
- 1913年、『L'Ile perdue』
- 1918年、『Le Mal 1914-1917』
- 1919年、『Le Bien Commun』
- 1920年、『夕べの国（Pays du soir）』
- 1921年、『兵営（Caserne）』
- 1926年、『Autrui』
- 1928年、『Médard de Paris』 - 版画はフランスの画家であるフランス・マシリールによるもの。
- 1948年、『De source』
- 1950年、『ロマン・ロラン（Romain Rolland）』 - 評論。